# Mix 106.3
Микс 106,3 (Mix 106.3) је комерцијална радио-станица у Канбери, у Аустралији. Емитује се путем Аустерео и Аустралијске радио мреже.
Поред многобројних хитова на 106,3 могу се чути и песме из 1970-их, 1980-их и 1990-их.

## Викенд програм
| Емисије           | Назив емисије      | DJ/еви                   | Време          |
| ----------------- | ------------------ | ------------------------ | -------------- |
| Јутарње           | Марк и Лиса ујутру | Марк Партон и Лиса Риџли | 5:30 до 9:00   |
| Јуутарње/Подневне |                    | Карина Рапел             | 9:00 до 14:00  |
| Послеподневне     |                    | Ерин Милер               | 14:00 до 18:00 |
| Вечерње           |                    | Џеф Гарднер              | 18:00 до 22:00 |